# Slavnosti solné Zlaté stezky
Slavnosti solné Zlaté stezky je kulturní program, který se koná v Prachaticích, městě v Jihočeském kraji na jihozápadě České republiky. Koná se od roku 1969, byť následně musel být na několik desetiletí přerušen a obnovení se dočkal až roku 1991 a od té doby se koná pravidelně vždy na konci školního roku, a sice poslední červnový víkend. Organizátoři festivalu připraví divákům jak hudební vystoupení (v roce 2018 například Marty Jandové), tak také ukázky řemesel či prezentaci kejklířů a pouličního divadla či rytířské souboje. Vystoupení se konají na místním Velkém náměstí, na Parkánu a ve Štěpánčině parku. V roce 2011 vysílal ze slavností přímým přenosem svou reportáž Český rozhlas na stanici Dvojka.